# Олимпиаки Акти
Олимпиакѝ Актѝ (на гръцки: Ολυμπιακή Ακτή) е курортно село в дем Катерини, област Западна Македония. 

## География
Олимпиаки Акти е на 5 m надморска височина, на 8 km югоизточно от Катерини, на около 15 километра североизточно от планината Олимп и на около 70 km от Солун. От селото има лесен достъп до Национална магистрала Е75.
Няколкокилометровият му плаж е част от Олимпийската ривиера. Източно е Солунският залив. Пясъчната ивица на залива се пресича от няколко малки реки, вливащи се в залива. Землището на Олимпиаки Акти граничи северно със землището на Паралия, като разстоянието между тях е няколко километра, а свързващото ги шосе минава покрай брега на морето и е осеяно с няколко кафенета и хотели. 

## История
За пръв път е регистрирано в преброяването от 1981 година.
| Година    | 1913 | 1920 | 1928 | 1940 | 1951 | 1961 | 1971 | 1981 | 1991 | 2001 | 2011 | 2021 |
| --------- | ---- | ---- | ---- | ---- | ---- | ---- | ---- | ---- | ---- | ---- | ---- | ---- |
| Население |      |      |      |      |      |      |      | 27   | 107  | 391  | 320  | 236  |